# Canon de marine de 15 pouces BL Mark I
Le canon de marine de 15 pouces BL Mark I (en anglais : BL 15 inch Mk I naval gun) est un canon britannique destiné à être utilisé sur des navires militaires. Il s'agit du premier canon britannique de 15 pouces (381 mm). Déployé sur les capital ships de la Royal Navy entre 1915 et 1959, il s'agit d'une arme importante de la Royal Navy lors des deux guerres mondiales.

## Conception

Fonctionnement d'une tourelle d'artillerie britannique BL 15 inch Mark I d'un calibre de 381 mm sur un navire de ligne.

Cette arme est une version agrandie du canon de marine de 13,5 pouces BL Mk V, spécifiquement destinée à armer les nouveaux cuirassés de la classe Queen Elizabeth. Le 2 février 1911, il est demandé au Board of Ordnance d'envisager la conception d'un canon de 14,5 pouces (368 mm) ou de 15 pouces (381 mm) ; le 27 décembre, c'est le format de 15 pouces qui est adopté ; le nom « canon expérimental de 14 pouces » étant utilisé sur le papier. En 1913, plusieurs propositions sont faites par la Royal Gun Factory, Elswick Ordnance Company et Vickers, ceux-ci travaillant de concert afin de construire les prototypes et mener les tests au plus vite.

## Utilisation
Ces canons sont utilisés sur plusieurs classes de cuirassés, de 1915 jusqu'au HMS Vanguard, le dernier cuirassé à être construit pour la Royal Navy.
Navires de guerre équipés de BL 15 inch Mk I naval gun :
- Classe Queen Elizabeth : cinq cuirassés (8 canons chacun)
- Classe Revenge : cinq cuirassés (8 canons chacun)
- Classe Renown : deux croiseurs de bataille (6 canons chacun)
- HMS Hood : croiseur de bataille (8 canons)
- Classe Courageous : deux croiseurs de bataille (puis transformés en porte-avions) (4 canons chacun)
- Classe Erebus : deux navires (2 canons chacun)
- Classe Marshal Ney : deux navires (2 canons chacun)
- Classe Roberts : deux navires (2 canons chacun)
- HMS Vanguard : cuirassé (8 canons)

Deux canons pour l'artillerie côtière (Clem et Jane) sont montés à proximité de la ferme Wanstone dans le Kent dans les années 1940. Cinq canons sont montés à Singapour dans les années 1930.
L'Espagne armera les batteries côtières suivantes à partir de 1933 :
- 8 pièces à la base navale de Ferrol
- 4 pièces à la base navale de Carthagène
- 6 pièces à la base navale de Mahon à Minorque.

## Production

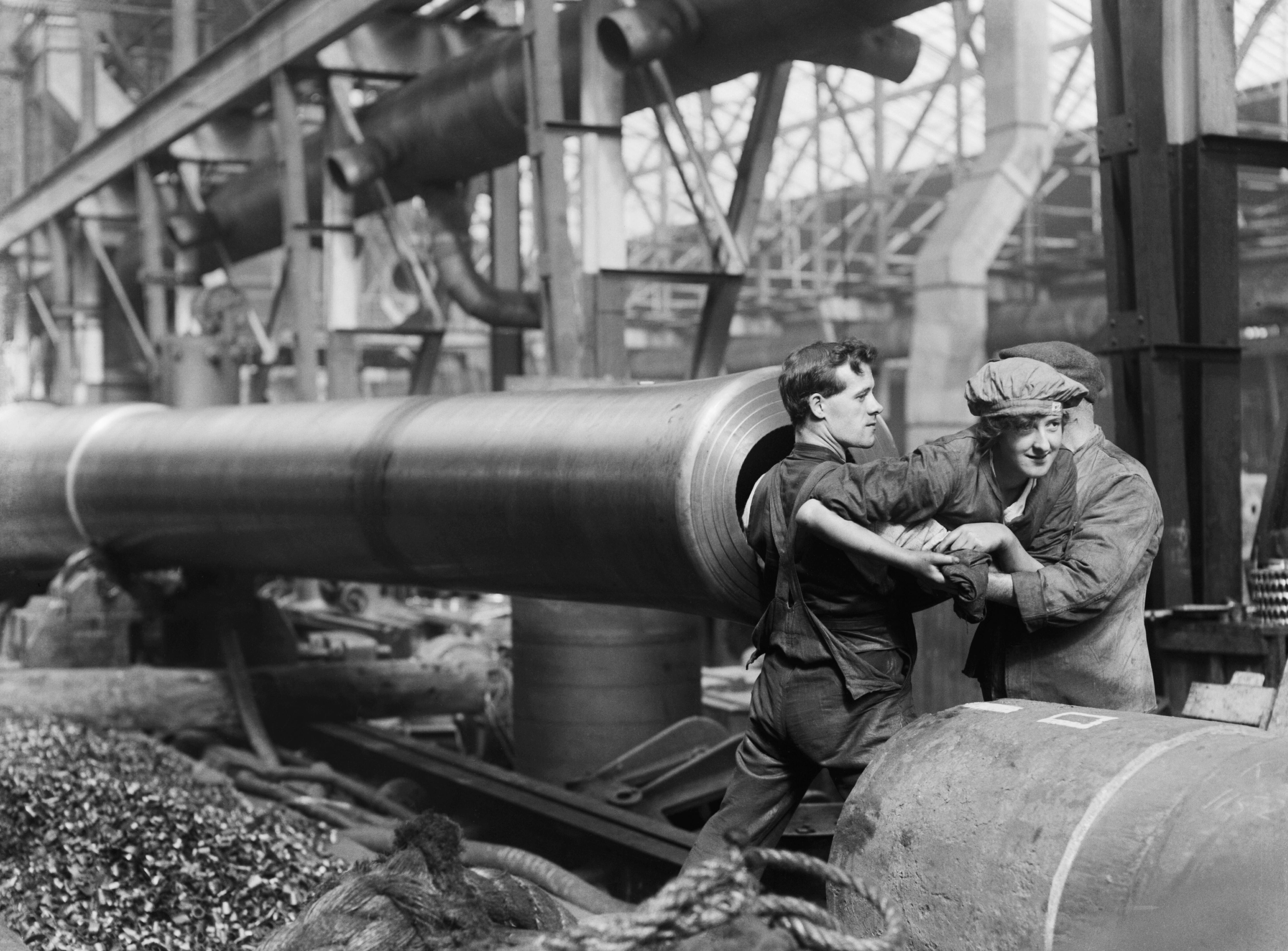
Coventry Ordnance Works, au cours de la Première Guerre mondiale. Une travailleuse est introduite dans un canon de 15 pouces afin d'en nettoyer les rayures

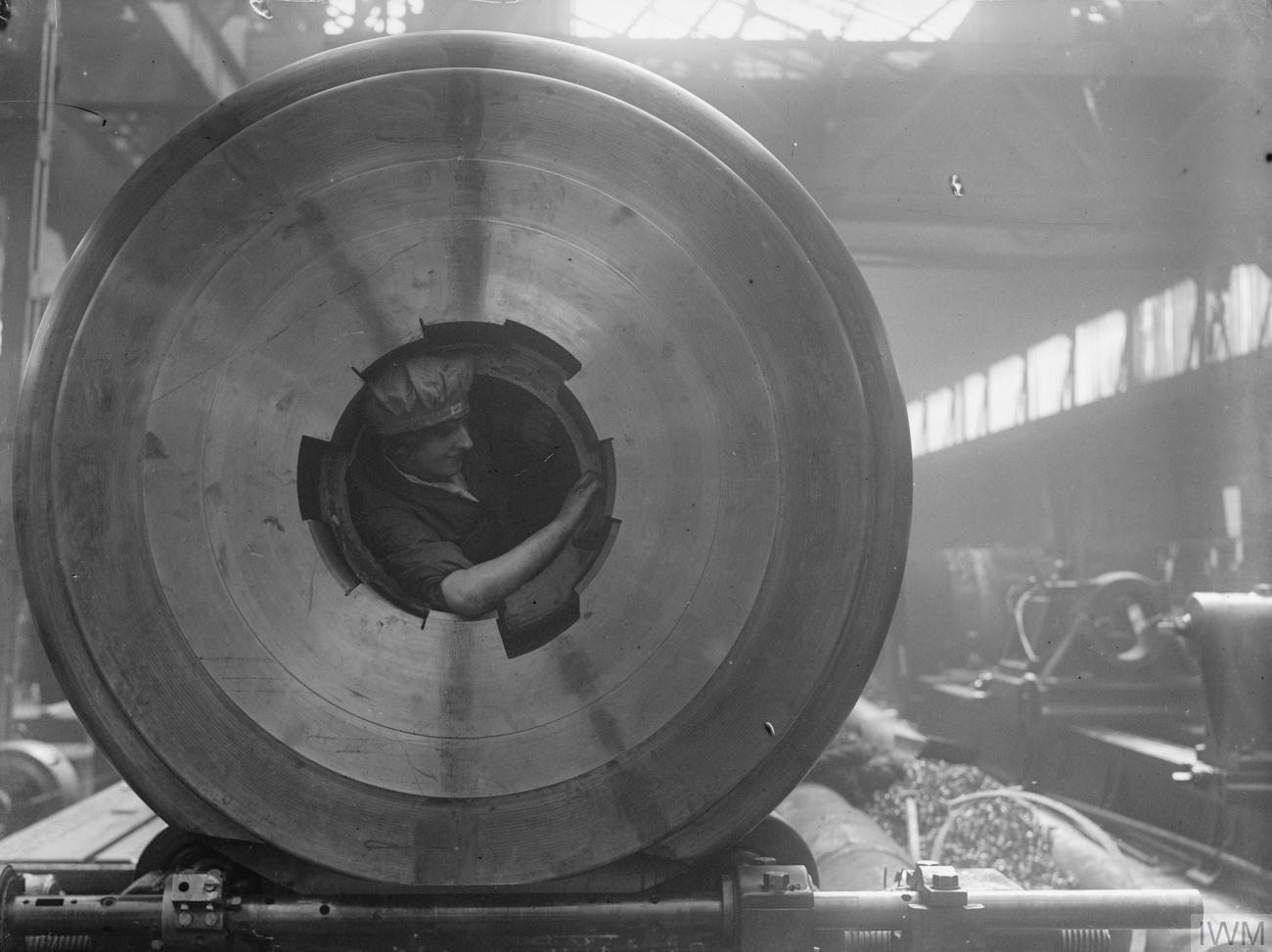
Idem, côté culasse

Un total de 186 canons sont fabriqués entre 1912 et 1918. Ils sont retirés des navires, rénovés, et réinsérés dans d'autres navires pendant toute leur vie :
- Elswick Ordnance Company, Elswick (en), Newcastle : 34
- Armstrong, Whitworth, Openshaw (en), Manchester : 12.
- William Beardmore and Company, Parkhead, Glasgow : 37
- Coventry Ordnance Works, Coventry : 19
- Royal Gun Factory, Woolwich : 33
- Vickers, Son and Maxim, Sheffield : 49

## Musée
Deux canons, un ancien du HMS Ramillies et un du HMS Resolution, sont montés à l'extérieur de l'Imperial War Museum de Londres.
Une pièce côtière est visitable à la Forteresse Isabel II de La Mola à Minorque.